# Provincia di Ladislao Cabrera
La provincia di Ladislao Cabrera è una delle 16 province del dipartimento di Oruro nella Bolivia occidentale. Il capoluogo è la città di Salinas de Garcí Mendoza.
Al censimento del 2001 possedeva una popolazione di 11.698 abitanti.

## Geografia antropica

### Suddivisioni amministrative
La provincia è suddivisa in 2 comuni:
- Pampa Aullagas
- Salinas de Garcí Mendoza